# Сборная Доминики по футболу
Сборная Доминики по футболу (англ. Dominica national football team) — национальная футбольная сборная, представляющая Доминику в международных матчах по футболу. Контролируется Футбольной ассоциацией Доминики. Часть игроков выступают в клубах низших английских дивизионов.

## Чемпионат мира
- 1930 — 1994 — не участвовала
- 1998 — 2026 — не прошла квалификацию

## Золотой кубок КОНКАКАФ
- 1991 — не участвовала
- 1993 — 2002 — не прошла квалификацию
- 2003 — снялась с квалификации
- 2005 — 2021 — не прошла квалификацию